# Левино (Сидоровське сільське поселення)
Ле́вино (рос. Левино) — присілок у складі Грязовецького району Вологодської області, Росія. Входить до складу Сидоровського сільського поселення.

## Населення
Населення — 32 особи (2010; 38 у 2002).
Національний склад (станом на 2002 рік):
- росіяни — 95 %